# Buchenfruchtschalen-Holzkeule
Die Buchenfruchtschalen-Holzkeule oder Bucheckerschalen-Holzkeule (Xylaria carpophila) ist ein Schlauchpilz aus der Gattung der Holzkeulen (Xylaria).

## Merkmale
Die Buchenfruchtschalen-Holzkeule bildet 0,5 bis 3 cm lange und 0,5 bis 1,3 mm breite, dunkle, fadenförmige, aus vegetativem Myzel bestehende Stromata (Sammelfruchtkörper), in die die eigentlichen Fruchtkörper (Perithecien) im reifen Stadium in der oberen Hälfte eingesenkt sind. Unreife Stomata sind von Konidiensporen weiß bepudert, reife Sammelfruchtkörper sind dunkel gefärbt, in der oberen Hälfte verdickt und durch die Perithecien warzig-buckelig, der untere Teil ist feinfilzig. Im oberen Bereich kann das im Inneren weiße Stroma einfach verzweigt sein.

## Ökologie
Die Buchenfruchtschalen-Holzkeule lebt saprobiontisch auf alten abgefallenen Fruchtbechern von Bucheckern. Häufig wächst die Art unter dem Laub und wird nur bei gezielter Suche gefunden. Sie ist in Mitteleuropa häufig, aufgrund ihres Substrates kann sie im Umkreis von fruchtenden Buchen gefunden werden.

## Bedeutung
Die Buchenfruchtschalen-Holzkeule kommt als Speisepilz nicht in Frage.